# Rhys ab Owain
Rhys ab Owain (Gal·les, ? – 1078) va ser un rei de Deheubarth que visqué al segle xi.
Rhys era fill d'Owain ab Edwin, de la línia successòria del gran rei gal·lès Hywel Dda, i pertanyia a la dinastia Dinefwr. Succeí el seu germà Maredudd com a rei de Deheubarth l'any 1072. Juntament amb la noblesa de Ystrad Tywi, el 1075 va estar implicat en l'assassinat de Bleddyn ap Cynfyn, rei de Gwynedd i de Powys.
L'any 1078, en una batalla a Gwdig, va ésser vençut per Trahaearn ap Caradog, que havia succeït Bleddyn en el tron de Gwynedd. Posteriorment al mateix any Rhys fou occit per Caradog ap Gruffydd de Gwent. La seva derrota i mort foren celebrades en els annals com la "venjança per la sang de Bleddyn ap Cynfyn".
En morir Rhys, passà a ocupar el tron de Deheubarth el seu cosí segon, Rhys ap Tewdwr.